# Wahnsinn (Lied)
Wahnsinn ist ein Schlager des deutschen Sängers Wolfgang Petry aus dem Jahr 1983. Er wurde von Tony Hendrik komponiert und von Karin van Haaren und dem ehemaligen Wallenstein-Sänger Kim Merz getextet.
Das Stück wurde zunächst 1983 auf dem gleichnamigen Album veröffentlicht und belegte Platz 38 der deutschen Charts. Der Song entwickelte sich erst 1996 als Partyschlager-Remix und nach erneuter Veröffentlichung auf Petrys Best-of-Album Alles zu seinem größten Hit. Heute tritt Wolfgang Petrys Sohn, der Partyschlagersänger Achim Petry, mit dem Lied auf. 1998 coverten Die Lollies den Song, wobei sich bei ihrer Version das jeweils letzte Wort einer Refrainzeile noch viermal wiederholt. Finger & Kadel hatten 2011 mit einem Stück einen Hit, das den Refrain des Stücks verwendet. 2019 veröffentlichte Giovanni Zarrella mit Dammi eine italienische Cover-Version.

## Chartplatzierungen
| ChartsChartplatzierungen | Höchstplatzierung | Wochen |
| ------------------------ | ----------------- | ------ |
| Deutschland (GfK)        | 36 (15 Wo.)       | 15     |